# Geisenheim
Geisenheim est une ville de Hesse (Allemagne), située dans l'arrondissement de Rheingau-Taunus, dans le district de Darmstadt. C’est une ville du Rheingau, elle est connue pour ses cultures de vigne.

## Histoire
| Appartenances historiques Électorat de Mayence 780-1806 Duché de Nassau 1806-1866 Royaume de Prusse (Province de Hesse-Nassau) 1866-1918 République de Weimar 1918-1933 Reich allemand 1933-1945 Allemagne occupée 1945-1949 Allemagne 1949-présent |

## Monuments et lieux touristiques
- Église Sainte-Croix : l'orgue de l'église « Heilig Kreuz » a été fabriqué en 1842 par la famille Stumm.

## Enseignement
La Forschungsanstalt Geisenheim est un centre de recherche appliquée et développement avec une école d'ingénieurs située à Geisenheim.

## Villes jumelées
- Chauvigny (France)

## Personnalités nées à Geisenheim
- Peter Joseph Blum (1808-1884)